# Bronce Final atlántico

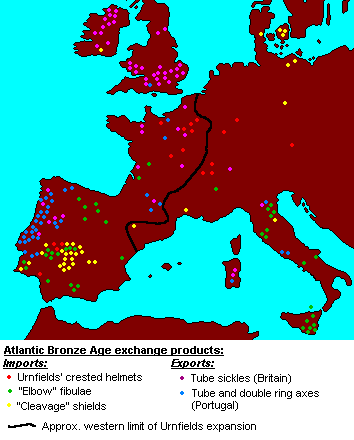
Edad del Bronce Atlántica.

El Bronce Final atlántico es una fase temporal o conjunto de cronoculturas caracterizada por los depósitos de metales. En la península ibérica se data desde el 1250 a. C. hasta el 850 a. C. y se extiende desde el Algarve y Huelva hasta el golfo de Vizcaya y enlazándose con el Bronce Final atlántico continental. 
Se divide en tres etapas: 
Bronce final atlántico I (1250-1100 a. C.), II (1100-940) y III (940-850). Este proceso histórico es paralelo a las culturas de los primeros campos de urnas, de Cogotas I, de las estelas del suroeste y de la colonización fenicia. Su final coincide con los inicios de Tartessos.

## Comercio
Se caracteriza por los intercambios económicos y comerciales de algunas culturas indígenas de Galicia, Andalucía, Portugal, Armórica y las islas británicas, que interactuaban entre sí y estaban unidas por el intercambio marítimo de algunos de sus productos. Estos contactos comerciales se extendieron también a Dinamarca y el Mediterráneo.
Los característicos depósitos de metales aparecen en lugares fuera de contexto, por lo que es difícil estudiar esta cultura. Aparecen en ríos, rías, pasos de montaña y lugares ‘insospechados’. Incluyen espadas de lengua de carpa, fíbulas de codo, regatones y puntas de lanza, adornos y algunos aperos de monta, como bridas y bocados. El más característico es el hallazgo de la ría de Huelva, en la que aparecieron en una draga más de 400 objetos metálicos. Suele tratarse de objetos de lujo, pues el bronce estaba entre los materiales más cotizados. Se han hallado otros yacimientos en los ríos Genil, Guadalquivir, Tajo (depósito de Cabeza de Araya) y en Galicia.
La dificultad para estudiar estas culturas se acentúa por la escasez de poblados claramente identificables con este periodo y la falta de enterramientos. La ausencia estos últimos se ha relacionado con los llamados ‘enterramientos a la vikinga’, o hábito ceremonial de incineración del cadáver con el ajuar en un barco abandonado a la deriva. En la Roça do Casal do Meio se ha hallado un megalito con objetos de bronce similares a los depósitos. De los poblados, se pueden mencionar el de Setefilla, donde se ha encontrado cerámica de retícula bruñida característica del periodo y cerámica coloreada, datadas en el siglo IX a. C.

## Galería
|                                                         |
| Collar de Penne. Museo de Historia Natural de Toulouse. |

|                                                                            |
| Estela de Logrosán (Extremadura), representando un guerrero con sus armas. |

|                                                                         |
| Colección de hachas de bronce de Galicia. Museo Catedralicio de Orense. |

|                                                                                   |
| Hacha de bronce típica del Atlántico. Museo do Castro de Santa Tegra, La Guardia. |

|                 |
| Casco de Leiro. |

|                                              |
| Cabaña de la Edad del Bronce, Campo Lameiro. |

|                                                         |
| Espada de lengua de carpa. Bronce Final. 1150-850 a. C. |